# Pakisztán az 1964. évi nyári olimpiai játékokon
Pakisztán a japán Tokióban megrendezett 1964. évi nyári olimpiai játékok egyik részt vevő nemzete volt. Az országot az olimpián 7 sportágban 41 sportoló képviselte, akik összesen 1 érmet szereztek.

## Érmesek
| Érem  | Versenyző | Sportág   | Versenyszám |
| ----- | --- | --------- | ----------- |
| Ezüst | Nemzeti válogatott Hamid Abdul II Munir Ahmad Dan Muhammad Afzal Saeed Anwar Manzoor Hussain Atif Khursid Azam Tariq Aziz Zaka Din Zafar Hayat Anwar Khan Motiullah Khan Khalid Mahmood Mohammad Asad Malik Khizar Nawaz Tariq Niazi Abdul Rashid | Gyeplabda | Férfi       |

## Atlétika
Férfi
| Versenyző           | Versenyszám | Előfutam | Előfutam | Előfutam | Negyeddöntő | Negyeddöntő | Negyeddöntő | Elődöntő | Elődöntő | Elődöntő | Döntő   | Döntő    |
| Versenyző           | Versenyszám | Idő      | Hely.    | Össz.    | Idő         | Hely.       | Össz.       | Idő      | Hely.    | Össz.    | Idő     | Helyezés |
| ------------------- | ----------- | -------- | -------- | -------- | ----------- | ----------- | ----------- | -------- | -------- | -------- | ------- | -------- |
| Iftikhar Shah       | 100 m       | 11,49    | 7.       | 71.      | kiesett     | kiesett     | kiesett     | kiesett  | kiesett  | kiesett  | kiesett | kiesett  |
| Muhammad Sadiq      | 400 m       | 47,3     | 6.       | 24.      | 48,0        | 8.          | 29.**       | kiesett  | kiesett  | kiesett  | kiesett | kiesett  |
| Anar Khan           | 800 m       | 1:56,4   | 8.       | 43.      |             |             |             | kiesett  | kiesett  | kiesett  | kiesett | kiesett  |
| Anar Khan           | 1500 m      | 3:56,7   | 11.      | 37.*     |             |             |             | kiesett  | kiesett  | kiesett  | kiesett | kiesett  |
| Ghulam Raziq        | 110 m gát   | 14,76    | 5.       | 24.      |             |             |             | kiesett  | kiesett  | kiesett  | kiesett | kiesett  |
| Mansour ul-Haq Awan | 400 m gát   | 55,3     | 8.       | 36.      |             |             |             | kiesett  | kiesett  | kiesett  | kiesett | kiesett  |
| Muhammad Youssef    | Maraton     |          |          |          |             |             |             |          |          |          | 2:40:46 | 48.      |

| Versenyző     | Versenyszám | Selejtező                | Selejtező                | Döntő    | Döntő    |
| Versenyző     | Versenyszám | Eredmény                 | Helyezés                 | Eredmény | Helyezés |
| ------------- | ----------- | ------------------------ | ------------------------ | -------- | -------- |
| Iftikhar Shah | Távolugrás  | érvényes kísérlet nélkül | érvényes kísérlet nélkül | kiesett  | kiesett  |

* - egy másik versenyzővel azonos időt ért el

** - két másik versenyzővel azonos időt ért el

## Birkózás
Szabadfogású
| Versenyző          | Versenyszám | 1. forduló                         | 2. forduló                                    | 3. forduló                      | 4. forduló                                     | 5. forduló        | Döntő             | Helyezés    |
| Versenyző          | Versenyszám | Ellenfél Eredmény                  | Ellenfél Eredmény                             | Ellenfél Eredmény               | Ellenfél Eredmény                              | Ellenfél Eredmény | Ellenfél Eredmény | Helyezés    |
| ------------------ | ----------- | ---------------------------------- | --------------------------------------------- | ------------------------------- | ---------------------------------------------- | ----------------- | ----------------- | ----------- |
| Muhammad Niaz-Din  | 52 kg       | Said Ali Akbar Heidari (IRI) · 2-2 | Athanásziosz Zafeirópulosz (GRE) · 1-3        | Sztojko Malov (BUL) · 1-3       | Csang Cshangszon (Jang Chang-seon) (KOR) · 3-1 | kiesett           | kiesett           | helyezetlen |
| Muhammad Siraj-Din | 57 kg       | Walter Pilling (GBR) · 1-3         | Karl Dodrimont (EUA) · 1-3                    | Uetake Jódzsiró (JPN) · 3-1     | visszalépett                                   | kiesett           | kiesett           | helyezetlen |
| Muhammad Akhtar    | 63 kg       | Nodar Hohasvili (URS) · 3-1        | Sztancso Ivanov (BUL) · 3-1                   | kiesett                         | kiesett                                        | kiesett           | kiesett           | helyezetlen |
| Muhammed Bashir    | 70 kg       | Sztéfanosz Joanídisz (GRE) · 1-3   | Zarbeg Beriashvili (URS) · 3-1                | Mahmut Atalay (TUR) · kétvállas | kiesett                                        | kiesett           | kiesett           | helyezetlen |
| Muhammad Afzal     | 78 kg       | Bajkó Károly (HUN) · 3-1           | Cshö Bjongszop (Choi Byeong-seop) (KOR) · 1-3 | Petko Dermendzsiev (BUL) · 1-3  | Mohammad Ali Szanatkaran (IRI) · kizárták      | kiesett           | kiesett           | helyezetlen |
| Muhammad Faiz      | 87 kg       | Alfonso González (PAN) · kétvállas | Kang Duman (Gang Du-man) (KOR) · 2-2          | Hollósi Géza (HUN) · 3-1        | Daniel Brand (USA) · kétvállas                 | kiesett           | kiesett           | helyezetlen |

## Gyeplabda
| Pakisztáni férfi gyeplabdacsapat-játékoskeret                                                                                   | Pakisztáni férfi gyeplabdacsapat-játékoskeret                                                                                  |
| --- | --- |
| - Hamid Abdul II - Munir Ahmad Dan - Muhammad Afzal - Saeed Anwar - Manzoor Hussain Atif - Khursid Azam - Tariq Aziz - Zaka Din | - Zafar Hayat - Anwar Khan - Motiullah Khan - Khalid Mahmood - Mohammad Asad Malik - Khizar Nawaz - Tariq Niazi - Abdul Rashid |

### Eredmények
Csoportkör
A csoport
| Csapat               | M | Gy | D | V | G+ | G– | Gk  | P  |
| -------------------- | - | -- | - | - | -- | -- | --- | -- |
| Pakisztán (PAK)      | 6 | 6  | 0 | 0 | 17 | 3  | +14 | 12 |
| Ausztrália (AUS)     | 6 | 4  | 0 | 2 | 16 | 5  | +11 | 8  |
| Kenya (KEN)          | 6 | 3  | 1 | 2 | 7  | 9  | –2  | 7  |
| Japán (JPN)          | 6 | 3  | 0 | 3 | 6  | 6  | 0   | 6  |
| Nagy-Britannia (GBR) | 6 | 2  | 0 | 4 | 5  | 12 | –7  | 4  |
| Rodézia (RHO)        | 6 | 1  | 1 | 4 | 4  | 16 | –12 | 3  |
| Új-Zéland (NZL)      | 6 | 1  | 0 | 5 | 6  | 10 | –4  | 2  |

| 1964. október 11. 11:40 | Pakisztán (PAK) | 1 – 0   | Japán (JPN) |  |
| 1964. október 11. 11:40 | Hussain Atif    | (1 – 0) |             |  |

| 1964. október 12. 10:00 | Pakisztán (PAK)              | 5 – 2   | Kenya (KEN)   |  |
| 1964. október 12. 10:00 | Hussain Atif 3 Ahmad Dan Din | (2 – 2) | Sohal Panesar |  |

| 1964. október 15. 10:00 | Pakisztán (PAK) | 1 – 0   | Nagy-Britannia (GBR) |  |
| 1964. október 15. 10:00 | Ahmad Dan       | (0 – 0) |                      |  |

| 1964. október 16. 11:40 | Pakisztán (PAK)                    | 6 – 0   | Rodézia (RHO) |  |
| 1964. október 16. 11:40 | Afzal 3 Hussain Atif Mahmood Malik | (4 – 0) |               |  |

| 1964. október 18. 14:15 | Pakisztán (PAK) | 2 – 0   | Új-Zéland (NZL) |  |
| 1964. október 18. 14:15 | Ahmad Dan Afzal | (1 – 0) |                 |  |

| 1964. október 19. 11:40 | Pakisztán (PAK)    | 2 – 1   | Ausztrália (AUS) |  |
| 1964. október 19. 11:40 | Hussain Atif Malik | (1 – 1) | Nilan            |  |

Elődöntő
| 1964. október 21. 12:15 | Pakisztán (PAK) | 3 – 0   | Spanyolország (ESP) |  |
| 1964. október 21. 12:15 | Ahmad Dan 2 Din | (1 – 0) |                     |  |

Döntő
| 1964. október 23. 14:20 | Pakisztán (PAK) | 0 – 1   | India (IND) |  |
| 1964. október 23. 14:20 |                 | (0 – 0) | Lal         |  |

| Csapat          | Helyezés |
| --------------- | -------- |
| Pakisztán (PAK) |          |

## Kerékpározás

### Pálya-kerékpározás
Sprintverseny
| Versenyző       | Versenyszám  | 1. forduló                                           | 1. forduló | Vigaszág selejtező           | Vigaszág selejtező | Vigaszág döntő       | Vigaszág döntő | Nyolcaddöntő           | Nyolcaddöntő | Vigaszág selejtező     | Vigaszág selejtező | Vigaszág döntő       | Vigaszág döntő | Negyeddöntő          | Elődöntő             | Döntő                | Helyezés    |
| Versenyző       | Versenyszám  | Ellenfelek Győztes idő                               | Hely.      | Ellenfél Győztes idő         | Hely.              | Ellenfél Győztes idő | Hely.          | Ellenfelek Győztes idő | Hely.        | Ellenfelek Győztes idő | Hely.              | Ellenfél Győztes idő | Hely.          | Ellenfél Győztes idő | Ellenfél Győztes idő | Ellenfél Győztes idő | Helyezés    |
| --------------- | ------------ | ---------------------------------------------------- | ---------- | ---------------------------- | ------------------ | -------------------- | -------------- | ---------------------- | ------------ | ---------------------- | ------------------ | -------------------- | -------------- | -------------------- | -------------------- | -------------------- | ----------- |
| Muhammad Hafeez | Férfi egyéni | Sergio Bianchetto (ITA) · Suchha Singh (IND) · 11,58 | 2.         | Peder Pedersen (DEN) · 11,61 | 2.                 | kiesett              | kiesett        | kiesett                | kiesett      | kiesett                | kiesett            | kiesett              | kiesett        | kiesett              | kiesett              | kiesett              | helyezetlen |

Időfutam
| Versenyző       | Versenyszám  | Idő     | Helyezés |
| --------------- | ------------ | ------- | -------- |
| Muhammad Hafeez | Férfi egyéni | 1:18,50 | 23.      |

Üldözőversenyek
| Versenyző                                                | Versenyszám  | Selejtező                                                                                         | Selejtező  | Selejtező  | Negyeddöntő  | Negyeddöntő | Negyeddöntő | Elődöntő     | Elődöntő  | Elődöntő | Döntő        | Döntő     | Helyezés    |
| Versenyző                                                | Versenyszám  | Ellenfél Idő                                                                                      | Saját idő  | Hely.      | Ellenfél Idő | Saját idő   | Hely.       | Ellenfél Idő | Saját idő | Hely.    | Ellenfél Idő | Saját idő | Helyezés    |
| -------------------------------------------------------- | ------------ | ------------------------------------------------------------------------------------------------- | ---------- | ---------- | ------------ | ----------- | ----------- | ------------ | --------- | -------- | ------------ | --------- | ----------- |
| Muhammad Ashiq                                           | Férfi egyéni | Antonio Duque (MEX) · 5:19,98                                                                     | lekörözték | lekörözték | kiesett      | kiesett     | kiesett     | kiesett      | kiesett   | kiesett  | kiesett      | kiesett   | helyezetlen |
| Muhammad Ashiq Lal Bakhsh Muhammad Hafeez Muhammad Shafi | Férfi csapat | Thaiföld (THA) · Somchai Chantarasamrit · Preeda Chullamondhol · Samaisuk Krissanasuwan · 5:31,52 | 5:38,77    | 2.         | kiesett      | kiesett     | kiesett     | kiesett      | kiesett   | kiesett  | kiesett      | kiesett   | helyezetlen |

## Ökölvívás
| Versenyző      | Versenyszám  | Selejtező         | 32-es főtábla                     | Nyolcaddöntő                    | Negyeddöntő           | Elődöntő          | Döntő             | Helyezés |
| Versenyző      | Versenyszám  | Ellenfél Eredmény | Ellenfél Eredmény                 | Ellenfél Eredmény               | Ellenfél Eredmény     | Ellenfél Eredmény | Ellenfél Eredmény | Helyezés |
| -------------- | ------------ | ----------------- | --------------------------------- | ------------------------------- | --------------------- | ----------------- | ----------------- | -------- |
| Ghulam Sarwar  | Könnyűsúly   | erőnyerő          | Jacques Cotot (FRA) · 5-0         | Jim McCourt (IRL) · 1-4         | kiesett               | kiesett           | kiesett           | 9.       |
| Sultan Mahmoud | Középsúly    |                   | erőnyerő                          | Valerij Popencsenko (URS) · RSC | kiesett               | kiesett           | kiesett           | 9.       |
| Barkat Ali     | Félnehézsúly |                   | Robert Christopherson (USA) · 0-5 | kiesett                         | kiesett               | kiesett           | kiesett           | 17.      |
| Abdul Rehman   | Nehézsúly    |                   |                                   | erőnyerő                        | Hans Huber (EUA) · KO | kiesett           | kiesett           | 5.       |

## Sportlövészet
Férfi
| Versenyző            | Versenyszám           | Pont | Helyezés |
| -------------------- | --------------------- | ---- | -------- |
| Hav Abdur Rashid     | Gyorstüzelő pisztoly  | 538  | 49.      |
| Ahmad Salam Muhammad | Szabadpisztoly        | 507  | 46.      |
| Aziz Ahmed Chaudhry  | Sportpuska, fekvő     | 567  | 73.      |
| Aziz Ahmed Chaudhry  | Sportpuska, összetett | 1040 | 50.      |
| Moihuddin Khawja     | Trap                  | 91   | 51.      |

## Súlyemelés
| Versenyző     | Versenyszám | Nyomás   | Nyomás   | Szakítás | Szakítás | Lökés    | Lökés    | Összesen | Helyezés |
| Versenyző     | Versenyszám | Eredmény | Helyezés | Eredmény | Helyezés | Eredmény | Helyezés | Összesen | Helyezés |
| ------------- | ----------- | -------- | -------- | -------- | -------- | -------- | -------- | -------- | -------- |
| Muhammad Azam | 56 kg       | 87,5     | 19.      | 87,5     | 20.      | 120,0    | 18.      | 295,0    | 20.      |